# Leptochilus weddigeni
Leptochilus weddigeni är en stekelart som först beskrevs av Dusmet 1917.  Leptochilus weddigeni ingår i släktet Leptochilus och familjen Eumenidae. Inga underarter finns listade i Catalogue of Life.